# Вайт-Сентер (Вашингтон)
Вайт-Сентер (англ. White Center) — переписна місцевість (CDP) в США, в окрузі Кінг штату Вашингтон. Населення — 16 631 особа (2020).

## Географія
Вайт-Сентер розташований за координатами 47°30′33″ пн. ш. 122°20′53″ зх. д. / 47.50917° пн. ш. 122.34806° зх. д. (47.509240, -122.348063).  За даними Бюро перепису населення США в 2010 році переписна місцевість мала площу 5,83 км², з яких 5,81 км² — суходіл та 0,02 км² — водойми.

## Демографія
Згідно з переписом 2010 року, у переписній місцевості мешкало 13 495 осіб у 4920 домогосподарствах у складі 3105 родин. Густота населення становила 2315 осіб/км².  Було 5235 помешкань (898/км²).
Расовий склад населення:
| - 47,0 % — білих - 22,9 % — азіатів - 9,0 % — чорних або афроамериканців - 1,7 % — вихідців з тихоокеанських островів - 1,6 % — корінних американців - 11,4 % — осіб інших рас |

До двох чи більше рас належало 6,4 %. Частка іспаномовних становила 21,5 % від усіх жителів.
За віковим діапазоном населення розподілялося таким чином: 23,7 % — особи молодші 18 років, 67,3 % — особи у віці 18—64 років, 9,0 % — особи у віці 65 років та старші. Медіана віку мешканця становила 36,1 року. На 100 осіб жіночої статі у переписній місцевості припадало 102,6 чоловіків;  на 100 жінок у віці від 18 років та старших — 102,0 чоловіків також старших 18 років.
Середній дохід на одне домашнє господарство  становив 56 991 долар США (медіана — 43 516), а середній дохід на одну сім'ю — 60 468 доларів (медіана — 50 197). Медіана доходів становила 40 514 долари для чоловіків та 37 188 доларів для жінок. За межею бідності перебувало 20,0 % осіб, у тому числі 31,5 % дітей у віці до 18 років та 20,0 % осіб у віці 65 років та старших.
Цивільне працевлаштоване населення становило 7182 особи. Основні галузі зайнятості: освіта, охорона здоров'я та соціальна допомога — 19,0 %, мистецтво, розваги та відпочинок — 17,3 %, роздрібна торгівля — 10,6 %, виробництво — 10,4 %.